# Xã Morris, Quận Sumner, Kansas
Xã Morris (tiếng Anh: Morris Township) là một xã thuộc quận Sumner, tiểu bang Kansas, Hoa Kỳ. Năm 2010, dân số của xã này là 25 người.